# Marjoleine Boonstra
Marjoleine Boonstra (Groningen, 11 oktober 1959) is een Nederlandse kunstenares die gespecialiseerd is in fotografie en videokunst. Ze maakt zowel documentaires als fictiefilms, maar ook video-installaties. Haar werk is zowel nationaal als internationaal bekend en heeft verschillende prijzen gewonnen. Boonstra's werk is te zien (geweest) in verschillende musea en filmfestivals in binnen- en buitenland.

## Biografie

### Opleiding
Boonstra studeerde van 1979 tot 1984 aan Minerva, de Academie voor Beeldende Kunsten in Groningen, waar ze de richting Monumentale Vormgeving volgde. Na deze opleiding studeerde ze van 1985 tot 1989 aan de Nederlandse Film- en Televisie Academie in Amsterdam. Hier studeerde ze af aan de vakrichtingen Regie, Camera en Montage.

### Werk
Boonstra begon haar carrière als kunstenaar als beeldhouwster. Later veranderde ze van medium en begon ze met het maken van foto's en film. 
Het thema dat steeds in haar werk onderzocht wordt is gecentreerd rondom de vraag: wat houdt de mensheid levend en op de been? Boonstra laat in haar werk vaak zien hoe mensen van over de hele wereld omgaan met verschillende en vooral moeilijke omstandigheden. De sereniteit die men soms aantreft in de meest moeilijke omstandigheden is wat haar fascineert en volgens haar hoopvol is.
Boonstra fotografeert en filmt dan ook vaak tijdens de reizen die zij maakt. De foto's zijn vaak bedoeld als studie voor haar documentaires. Zo is zij onder andere geweest in de voormalige Sovjet-Unie, Mexico, China, Turkije en Afrika en heeft hier dan ook werk over gemaakt.
Veel van Boonstra's Nederlandstalige films zijn uitgezonden op de Nederlandse nationale televisie, zoals de documentaire The miracle of the little prince (2018). Ook is een deel van haar films te zien geweest op nationale en internationale filmfestivals, zoals de film Among Horses and Men (2010). Deze film was te zien op The International Documentary Festival Amsterdam (IDFA) en in verschillende theaters in New York.
Al meer dan 25 jaar is Boonstra co-director van Aernout Mik. Samen hebben ze ongeveer 32 werken gemaakt. Ze maakten samen onder andere het werk Hongkongoria (1999).

### Nevenactiviteiten
Naast haar werk als kunstenaar is Boonstra in 2018 ook gastmentor geweest bij de masteropleiding Film aan de Nederlandse Film- en Televisie Academie in Amsterdam. Hier was ze eerder betrokken als gastdocent (2011-2013). Ook is Boonstra nauw betrokken geweest bij IDFA (International Documentary Filmfestival Amsterdam). Zo is ze verschillende malen tutor geweest bij workshops van IDFA (2005, 2014, 2015 en 2018). In 2016 trad ze op als jurylid bij de IDFA. Verder heeft ze verschillende filmprojecten gecoacht.

### Prijzen
Boonstra's werk is gedurende haar carrière genomineerd voor verschillende (internationale) prijzen en heeft er ook verscheidene gewonnen. Zo heeft haar documentaire The miracle of the little prince (2018) in 2019 een Gouden Kalf mogen ontvangen voor Beste Montage.

## Overzicht van kunstwerken
Hieronder volgt een greep uit het werk van Marjoleine Boonstra. Hierbij is steeds aangegeven wanneer het werk is uitgebracht, waar het werk te zien was en welke awards het werk eventueel gewonnen heeft.
| Titel Kunstwerk                                 | Jaar van vervaardiging | Waar was het werk te zien                        | Awards |
| ----------------------------------------------- | ---------------------- | ------------------------------------------------ | --- |
| The miracle of the little prince                | 2018                   | IDFA, bioscopen.                                 | Gouden Kalf voor beste montage (2019) en Beste Documentaire in de literatuur op het Master of Art filmfestival (2019) |
| Home away from Home, about the artist Do Ho Suh | 2019                   | Televisie: AVROTROS                              | |
| Mirrordreams                                    | 2018                   | Televisie                                        | Eerste prijs en de publieksprijs op de National Dutch Education awards (2018)                                         |
| The silence of Mark Rothko                      | 2014                   | International filmfestival, EYE                  | |
| Kurai, Kurai, Feature Film                      | 2014                   | EYE, bioscopen                                   | Le Prix Emile Guimet (2015)                                                                                           |
| Among Horses and Men                            | 2010                   | IDFA, bioscopen in New York                      | |
| Robert, Mary and Katrina                        | 2006                   | International Film Festival Rotterdam, Birds eye | Publieksprijs op het International Bunker Festival (2016)                                                             |
| HAVEN                                           | 2004                   | IDFA, Rotterdam Film Festival                    | |
| Brytania                                        | 2003                   | Rotterdam Film Festival, Cretail                 | Prijs op het International Kurzfilmtage Oberhausen (2004)                                                             |
| BELA, BELA                                      | 2001                   | IDFA, Cretail                                    | L.J. Jordaanprijs (2002)                                                                                              |
| Hongkongoria                                    | 1999                   | Van Abbemuseum                                   | |
| Ulay - In Photography                           | 1997                   | IDFA, Arte                                       | |
| Borderline Cases                                | 1996                   | IDFA                                             | |
| Foreign Nightingale                             | 1994                   | AVRO, BRT                                        | |
| A Voice against Violence                        | 1993                   | HOS                                              | J.B. van Broekszprijs (VARA) (1994)                                                                                   |
| Skinheads                                       | 1992                   | HOS                                              | |

## Werk in collectie
De volgende instellingen hebben werk van Marjoleine Boonstra aangekocht.
- ABN/AMRO (2014)
- Gemeentemuseum Den Haag (2003)
- Ministerie van Buitelandse Zaken (2002)
- Van Abbemuseum (2001)
- ABN AMRO Parijs (2001)
- Stadsschouwburg Leiden (1994)
- Erasmus Universiteit Rotterdam (1992)
- Rijksdienst voor beeldende kunst (1985 en 1992)
- Gemeente Amsterdam (1985, 1986 en 1991)
- Gemeente Den Haag (1991)
- Stedelijk Museum (1989)
- Gemeente Groningen (1985)